# Poptella
Poptella és un gènere de peixos de la família dels caràcids i de l'ordre dels caraciformes.

## Taxonomia
- Poptella brevispina (Reis, 1989)[2]
- Poptella compressa (Günther, 1864)[3]
- Poptella longipinnis (Popta, 1901)[4]
- Poptella paraguayensis (Eigenmann, 1907)[5][6][7][8][9][10][11][12]